# Colyton
Colyton – miasto w Anglii, w hrabstwie Devon, w dystrykcie East Devon. Leży 33 km na wschód od miasta Exeter i 223 km na południowy zachód od Londynu. Miasto liczy 2783 mieszkańców.